# حارشة طويلة اللوامس
حارشة طويلة اللوامس (الاسم العلمي: Psorophora longipalpus) هي نوع من الحشرات تتبع جنس الحارشة من فصيلة البعوضيات.